# Partido dos Comunistas da República da Moldávia
O Partido  Comunista da  República da Moldávia (em romeno: Partidul Comuniştilor din Republica Moldova, PCRM; em russo: Партия коммунистов Республики Молдова ) é um partido político, de ideologia comunista, da Moldávia.
Fundado em 1993, o partido rapidamente se tornou o mais influente do país, estando no poder entre 2001 a 2009, altura em que perdeu o poder para uma coligação de partidos (Partido Liberal Democrata da Moldávia, Partido Democrático da Moldávia e Partido Liberal), que defendiam a integração da Moldávia na União Europeia.

## Resultados Eleitorais

### Eleições legislativas
| Data    | CI. | Votos   | %            | +/-  | Deputados | +/- | Status   |
| ------- | --- | ------- | ------------ | ---- | --------- | --- | -------- |
| 1998    | 1.º | 487 002 | 30,0 / 100,0 |      | 40 / 101  |     | Oposição |
| 2001    | 1.º | 794 808 | 50,1 / 100,0 | 20,1 | 71 / 101  | 30  | Governo  |
| 2005    | 1.º | 716 336 | 46,0 / 100,0 | 4,1  | 56 / 101  | 15  | Governo  |
| 04/2009 | 1.º | 760 551 | 49,5 / 100,0 | 3,5  | 60 / 101  | 4   | Governo  |
| 07/2009 | 1.º | 706 732 | 44,7 / 100,0 | 4,8  | 48 / 101  | 12  | Oposição |
| 2010    | 1.º | 677 069 | 39,3 / 100,0 | 5,4  | 42 / 101  | 6   | Oposição |
| 2014    | 3.º | 279 372 | 17,5 / 100,0 | 21,8 | 21 / 101  | 21  | Oposição |